# نیکلاس کلسانتو
نیکلاس کلسانتو (انگلیسی: Nicholas Colasanto؛ ‏ ۱۹ ژانویهٔ ۱۹۲۴ – ۱۲ فوریهٔ ۱۹۸۵) بازیگر و کارگردان تلویزیونی ایتالیایی‌تبار اهل ایالات متحده آمریکا بود. وی در دانشگاه برایانت تحصیل کرد و در جریان جنگ جهانی دوم در نیروی دریایی ایالات متحده آمریکا خدمت کرد.
از فیلم‌ها یا برنامه‌های تلویزیونی که وی در آن نقش داشته‌است می‌توان به مأموریت: غیرممکن، آیرونساید، بونانزا، خیابان‌های سان‌فرانسیسکو، هاوایی فایو-او، ستوان کلمبو، چیرز، توطئه خانوادگی و گاو خشمگین اشاره کرد.